# تنها (فیلم ۱۳۷۶)
تنها  فیلمی به کارگردانی و نویسندگی علی قوی تن ساختهٔ سال ۱۳۷۶ است.

## خلاصه داستان
دکتر جوانی بعد از اتمام تحصیلات خود به زادگاهش بازمی‌گردد. او به محض ورود به خانه با جنازهٔ مادر خود روبرو می‌شود. عراقی‌ها به روستا حمله کرده‌اند و همه چیز را به تاراج برده‌اند. زن‌ها و دخترهای آبادی را اسیر یا شهید کرده‌اند و مردان را نیز به شهادت رسانده‌اند. دکتر بعد از کشتن یک عراقی تحت تعقیب سربازان بعثی قرار می‌گیرد. او در حین فرار به محلی پناه می‌برد که پیرمردی از روستا به همراه دخترش گل پری در آنجا مخفی شده‌اند. دکتر قصد دارد پیرمرد و دخترش را نجات دهد اما پیرمرد در محاصرهٔ دشمن کشته می‌شود. دکتر گل پری را بر اسبی که از روستا به همراه آورده سوار می‌کند و از او می‌خواهد به محل امنی برود. دکتر بعد از درگیری زیاد با دشمن گل پری را در امامزاده ای زخمی می‌یابد، گل پری قبل از مرگ از سربلند کشته شدن کژال نامزد دکتر می‌گوید و سربند پدرش را به او هدیه می‌کند. دکتر نیز به قلب دشمن حمله‌ور می‌شود و با کشتن فرماندهٔ سربازان اجنبی به سراغ سایر متجاوزین می‌رود.

## بازیگران
- امیر ماستری
- آتنه فقیه نصیری
- هوشنگ منصورخاکی
- زهره صفوی
- خسرو خانمحمدی
- زهرا اویسی
- مجید علم‌بیگی
- منیره تقی‌پور
- جمشید مشایخی
- غلامرضا خسروی
- رضا خانمحمدی
- محمدحسین قشمی
- مصطفی رستمی
- ابوالقاسم کوشا
- امیر بل کامه
- علی اکبر فیاضی
- ایرج مهدی‌طیبی
- حامد قوی تن
- محمدرضا عبداللهی
- ترابعلی پرورش
- حسن بهرامی‌مهر
- محمد خلیل‌نژاد
- حامد درویش
- علی‌اصغر نوحی
- حسین خسروی
- لطف‌الله مهربان
- محمد فرخی
- سیدجمال میرحسینی
- سیف‌الله خسروی
- مجتبی ملکی
- حسین شعبانی
- محسن خسروی
- مهدی حاجی‌حیدری
- عباس ایازی
- نادر شریفی‌رسولی
- حسین عباسی
- علی عبداللهی
- حمید آقاعباسی
- محمد حیدری
- سیدابراهیم حسینی
- محمد عباسی
- صمد امان
- کاظم احمدانی
- غلامرضا ربیعی
- بهروز رمزی